# Liste de locutions latines commençant par I
Aller à l'index de locutions latines
Nota : La lettre J n'existe pas en latin classique. Elle a été inventée par les humanistes du XVIe siècle pour distinguer le i voyelle du i semi-consonne. Aussi certains mots ont deux orthographes : avec un I en latin classique ; avec un J dans les éditions modernes.
I« Va. » (L'impératif du verbe eo « je vais » permet d'écrire la plus petite phrase latine.)
I tego arcana dei« Va ! je possède l'enseignement de Dieu. » (Anagramme de Et in Arcadia ego.)
i.e.Abréviation de id est.
Ibi deficit orbis« Ici finit le monde. » Sentence gravée, selon la légende ancienne, sur les Colonnes d'Hercule.
Ibid.Abréviation de Ibidem.
Ibidem« Au même endroit. » (Abréviation : Ibid.)
Id est« C'est-à-dire. » (Abréviation : i.e. surtout dans la littérature anglo-saxonne.)
Idem« La même chose. » (Abréviation : id.)
Idus Martiæ« Ides de Mars. » Le 15e jour de mars ; historiquement : jour où César fut assassiné en 44 av. J.-C.
Iesus Nazarenus Rex Iudæorum« Jésus le Nazaréen, Roi des Juifs. » (Traduit aussi souvent : « Jésus de Nazareth, Roi des Juifs. ») Voir INRI.
Ignorantia iuris nocet (Ignorantia juris nocet)« L'ignorance du droit porte préjudice. » Adage juridique.
Ignorantia juris non excusat« L'ignorance de la loi n'est pas une excuse. » Adage juridique.
Ignorantia iuris neminem excusat (Ignorantia juris neminem excusat)« Nul n'est censé ignorer la loi. »
Ignorantia legis non excusat« L'ignorance de la loi n'est pas une excuse. » Adage juridique : L’ignorance de la loi ne constitue pas une excuse devant les tribunaux.
Ignoti nulla cupido« On ne peut désirer ce qu'on ne connaît pas. » Ovide, L'Art d'aimer, 3, 397. Dans l'Art d'aimer, Ovide représente aux femmes qu'elles ne sauraient se faire aimer si elles ne se font connaître. Voir ici le texte d'Ovide.
Ignotum per ignotius« (Expliquer) quelque chose d'obscur à travers plus obscur encore. » Une explication moins claire encore que ce qu'elle est censée expliquer.
Imitatio dei« Imitation de Dieu. » Principe partagé par plusieurs religions selon lequel le croyant doit s'efforcer de ressembler à Dieu. Dans le christianisme, on trouve le thème chez Saint Paul (Ep. 5.1), Hobbes ; dans le judaïsme, chez Gersonide, Maïmonide ; voir aussi les rapports avec le dharma bouddhiste.
Imperium in imperio« État dans l'État. »
Imperium sine fine« Un empire sans fin. » Virgile, l'Énéide, 1, 279. Selon Virgile, Jupiter prédit à Énée, avec la fondation de Rome, un empire sans fin.
Impossibilia nulla tenetur« À l'impossible nul n'est tenu . » Adage juridique. On ne peut se voir reprocher un délit d'inaction si l'action, en considération de la personne, est impossible. Par exemple, on ne peut vous reprocher de ne pas tenter de sauver une personne qui se noie si vous ne savez pas nager.
Imprimatur« Qu'il soit imprimé. » Autorisation d'imprimer délivrée par un Ordinaire (généralement évêque) pour un ouvrage traitant de la foi ou morale catholique.
Imprimi potest« Peut être imprimé. » Autorisation donnée à un religieux par son Supérieur majeur de publier un manuscrit particulier.
In« Dans. »
In absentia« En l'absence de… » Formule utilisée dans de nombreuses circonstances, par exemple lorsqu'une condamnation est prononcée en l'absence de l'accusé.
In actu« En acte » Dans l'acte lui-même, en réalité.
In articulo mortis« À l'article de la mort. » C'est-à-dire : "mourant".
In cauda venenum« Dans la queue le venin. » Pour décrire un argument, un discours, un propos polémique où « le mot qui tue » se trouve rejeté tout à la fin, comme par surprise.
In dubio pro reo« Le doute profite à l'accusé. ». Règle de preuve voulant que le doute joue en faveur du prévenu. Dans le doute, disait-on dans notre ancien droit, il vaut mieux absoudre un coupable que de condamner un homme qui est peut-être innocent.
In duplo« En double. »
In extenso« En intégralité ; en entier. »
In extremis« En dernière extrémité ; de justesse. »
In fine« À la fin ; en dernier ; finalement ; en conclusion. »
In girum imus nocte et consumimur igni« Nous tournons en rond dans la nuit et nous sommes dévorés par le feu. » C'est un palindrome et le titre d'un film de Guy Debord.
In hoc senso ou In sensu hoc« En ce sens. »
In hoc signo vincesVoir Hoc signo vinces.
In hunc effectum« À cet effet. » Désigne une mesure destinée à régler un problème précis ; une assemblée réunie pour traiter d'un sujet défini.
In illo tempore« En ce temps-là…. » Début de nombreux récits, de nombreuses fables.
In loco« Sur le lieu même. » Voir In situ.
In manus tuas commendo spiritum meum« [Père], je remets mon esprit entre tes mains. » Derniers mots de Jésus sur la croix, selon l'Évangile de Luc, 23, 46.
In medias res« Au milieu des choses. » Technique narrative qui consiste à commencer un récit en cours d'action ou lorsque l'intrigue est parvenue ou presque parvenue à conclusion. An plein sujet, au milieu de l'action. Horace in "Art poétique" 148 : Horace expliquant qu'Homère jette son lecteur "in medias res" dès le début du livre (Iliade).
In medio stat virtus« La vertu est au milieu. » Maxime latine fréquemment et improprement attribuée à Horace. Adaptée de la sentence grecque μηδεν αγαν (mêdén ágan) « Rien de trop ! », devise de Solon d'Athènes, l'un des sept sages de la Grèce antique.
In memoriam« À la mémoire de… » Locution évoquant la mémoire d'un défunt. Mention apparaissant sur des monuments dédicatoires ou figurant en tête ou en fin d'œuvres de toutes natures (livres, écrits divers, films, etc.) et dédiant l'ouvrage à une personne défunte. Voir Beatæ memoriæ.
In naturalibus« En l'état de nature. » Totalement nu ; sans vêtements. — Voir in naturalibus, sur le Wiktionnaire
In nocte consilium« La nuit porte conseil. »
In nuce« Dans la noix. » C'est-à-dire : en germe ; potentiel : à développer.
In omnia paratus« Paré à tout, à toute éventualité. »
In pari causa turpitudinis cessat repetitio« À turpitude égale, nulle réclamation n'est recevable. » Adage de droit romain : lorsqu'un acte est illicite du fait des deux parties, aucune de celles-ci ne peut présenter de réclamation.
In partibus infidelium« Dans les terres infidèles. » (Abrégé en in partibus.) Siège titulaire confié à un évêque sur lequel il ne peut avoir de juridiction effective. De fait, un "évêque in partibus" est un évêque "mis au placard."
In pectore« Dans le cœur. » Un cardinal in pectore est un cardinal nommé en secret par le pape. Voir Ab imo pectore.
In personam« À la personne. » Destiné à, dirigé vers, contre une personne.
In prasentia« En présence de… »
In principio erat Verbum« Au commencement était la Parole. » Évangile de Jean, 1, 1. Voir ici le texte des cinq premiers versets.
In rerum natura« Dans la nature des choses. » Voir aussi Lucrèce, De natura rerum (« Sur la nature des choses. »)
In silico« Dans le silicium ; par ordinateur. » Expression pseudo-latine forgée à la fin du XXe siècle, à l'imitation de in vivo et in vitro. Certaines expériences, plutôt que d'être effectuées sur des objets réels (in vivo ou in vitro) peuvent être modélisées sur ordinateur (in silico).
In situ« Sur le lieu même. »
In toto« Entièrement, en totalité. »
In utero« Dans l'uterus. »
In utroque jure« Dans les deux droits. » Un doctorat in utroque jure est un doctorat en droit civil et en droit canon.
In vacuo« Dans le vide. »
In varietate concordiaDevise de l'Union européenne. Traduction  officielle en français : « Unis dans la diversité. »
In vino veritas« La vérité est dans le vin. »
In vitam æternam« Pour la vie éternelle ; pour l'éternité. » Voir : Ad vitam æternam.
In vitro« Dans le verre. » Signifie qu'une expérience est menée sur un objet dans des conditions de laboratoire (dans le verre d'une éprouvette). Utilisé surtout en biologie lorsqu'une expérience est conduite sur un objet vivant (cellule, organe, être) dans des conditions de laboratoire. Opposé à In vivo (et à In silico).
In vivo« Dans le vif. » Signifie qu'une expérience est menée sur un objet vivant  dans les conditions de naturelles.  Utilisé surtout en biologie lorsqu'une expérience est conduite sur un objet vivant (cellule, organe, être) dans ses conditions de vie naturelle. Opposé à In vitro (et à In silico). Voir aussi Ex vivo.
Incredibile dictu« Incroyable à dire ; chose qu'on a peine à croire. » Cicéron, 2e Philippique, Contre Marc-Antoine, 41, 106. Voir ici l'extrait correspondant du texte de Cicéron.
Index librorum prohibitorum« Liste des livres interdits. » Liste des livres dont la lecture est interdite par l'Église catholique.
Infandum, regina, jubes renovare dolorem« Reine, vous ordonnez de renouveler une cruelle souffrance. » Virgile, l'Énéide, 2, 3. Voir ici le texte de Virgile.
INRIAbréviation de Iesus Nazarenus Rex Iudæorum. (Nota : on lit parfois que c'est aussi d'abréviation de « In Nomine Romanum Imperium ». Outre une grossière faute de grammaire latine, cette version n'est apparemment attestée par aucun texte latin classique ; on doit donc la considérer, sauf preuve du contraire, comme une extrapolation hasardeuse, voire une invention.)
Intelligenti pauca« À ceux qui comprennent, peu de mots suffisent. » Proverbe latin.
Inter alia« Entre autres choses ; entre autres. »
Inter arma silent legesTraduction courante : « En temps de guerre, les lois sont muettes. » La maxime se trouve dans Ciceron, Pro Milone, 4 sous la forme : Silent enim leges inter arma, avec un sens assez différent : Cicéron défend Milon qui a tué dans une situation de légitime défense ; il pose qu'en cas d'agression, la victime a le droit à se défendre ; que les lois sont muettes sur le sujet et que c'est au juge de décider en fonction des intentions et des circonstances. Voir ici le texte de Cicéron.
Inter fæces et urinam nascimur« Nous naissons entre les excréments et l'urine. » Formule attribuée fréquemment et faussement à Saint Augustin. On cite, parmi les auteurs possibles, Porphyre de Tyr et Bernard de Clairvaux.
Interpretatio cessat in claris
« L'interprétation cesse lorsque les choses sont claires ».  Pour relever que dans l'analyse d'un texte juridique, il n'y a pas lieu à interpréter les clauses lorsqu'elles sont claires.  

Intra muros« Dans les murs. » Dans les murs d'une ville fortifiée.
Intuitu personæ« Dépendant de la personne, relatif à la personne. » Un contrat de travail dépend de la personne avec laquelle il est conclu : c'est un contrat intuitu personnæ. Dans un contexte moderne : un courriel adressé à M. X, Directeur de... intuitu personnæ est adressé à M. X personnellement et non au titulaire de la fonction.
Imperium in imperio« État dans l'État. »
Iovis erepto fulmine per inferna vehitur Promethei genus« Grâce à la foudre ravie à Jupiter, la race issue de Prométhée est transportée dans les antres souterrains. » Devise du métro parisien, rédigée par son ingénieur en chef, Fulgence Bienvenüe, réputé bon latiniste. La « foudre ravie à Jupiter », c'est l'électricité ; la « race issue de Prométhée » ce sont les Hommes - Prométhée déroba le feu aux Dieux pour le donner aux Hommes ; les « antres souterrains », ce sont les tunnels du métro…
Ipsa scientia potestas est« La science même est source du pouvoir. » Francis Bacon, 1597. La locution complète est Nam et ipsa scienta potestas est.
Ipse dixit« Lui-même l'a dit. » Dans les débats de scolastique médiévale, argument fondé sur l'affirmation : "Aristote lui-même l'a dit." Qualifie un argument d'autorité. Voir Magister dixit.
Ipso facto« Par le fait même. » Voir aussi Eo ipso.
Ira furor brevis est« La colère est une courte folie. » Horace, Épîtres, 1, 2, 62.
Irritare crabrones« Irriter les frelons. » Jeter de l'huile sur le feu.
Is fecit, cui prodest« Celui qui l'a fait, c'est celui qui en profite. » À qui profite le crime ?
Is pater est quem nuptiæ demonstrant« Le père, c'est celui que le mariage désigne comme tel. »
Is qui tacet non fatetur, sed nec utique negare videtur« Qui se tait n'avoue pas, mais ne nie pas non plus. » Adage juridique.
Ita diis placuit !« Ainsi il a plu aux dieux. » : la chose est faite, accomplie ; il n'y a plus à y revenir.
Ite missa estLittéralement : « Allez, elle (la supplication) est envoyée (vers le Seigneur). » Paroles par lesquelles le prêtre clôt la messe (en latin). Le peuple répond Deo gracias, « Rendons grâce à Dieu. » La formule liturgique Ite, missa est est à l'origine du terme français "messe". Elle est généralement interprétée depuis le XVIe siècle par la formule "Allez, la messe est dite", plus compréhensible par les non-latinistes.
Item« Aussi, également.»
Iunctis viribus« Par des forces unies. » : L'union fait la force.
Iurare in verba magistri« Jurer selon les paroles du maître. » Se conformer aux arguments d'autorité.
Iure uxoris« Par le droit de la femme. » Droit exercé par un époux en vertu des pouvoirs détenus par son épouse.
Iuventus stultorum magister« La jeunesse est le professeur des fous. »
Ius in bello« Lois de la guerre. » Limitations généralement acceptées quant aux armes autorisées, au traitement des prisonniers, etc.
Ius primae noctis« droit de la première nuit », l'imaginaire « Droit de cuissage » qui n'a historiquement jamais existé.
Ius sanguinis« Droit du sang. » Droit de la nationalité fondé sur la filiation.
Ius soli« Droit du sol. » Droit de la nationalité fondé sur le lieu de naissance.
Aller à l'index de locutions latines

### Ignoti nulla cupido
Ovide, l’art d’aimer, Livre III.
| spectentur tepido maculosae sanguine harenae, metaque ferventi circueunda rota. quod latet, ignotum est: ignoti nulla cupido: fructus abest, facies cum bona teste caret. tu licet et Thamyram superes et Amoebea cantu, |

### In principio erat Verbum
Jean 1, 1-5, [Traduction : Louis Segond, 1910]
| in principio erat Verbum et Verbum erat apud Deum et Deus erat Verbum hoc erat in principio apud Deum omnia per ipsum facta sunt et sine ipso factum est nihil quod factum est in ipso vita erat et vita erat lux hominum et lux in tenebris lucet et tenebrae eam non conprehenderunt | Au commencement était la Parole, et la Parole était avec Dieu, et la Parole était Dieu. Elle était au commencement avec Dieu. Toutes choses ont été faites par elle, et rien de ce qui a été fait n’a été fait sans elle. En elle était la vie, et la vie était la lumière des hommes. La lumière luit dans les ténèbres, et les ténèbres ne l’ont point reçue. |
Retour à la liste des locutions latines.

### Inter arma silent leges
Cicéron Pro Milone 4
| Silent enim leges inter arma; nec se exspectari iubent, cum ei qui exspectare velit, ante iniusta poena luenda sit, quam iusta repetenda. Etsi persapienter et quodam modo tacite dat ipsa lex potestatem defendendi, quae non hominem occidi, sed esse cum telo hominis occidendi causa vetat; ut, cum causa non telum quaereretur, qui sui defendendi causa telo esset usus non minis occidendi causa habuisse telum iudicaretur. Quapropter hoc maneat in causa, iudices, non enim dubito quin probaturus sim vobis defensionem meam, si id memineritis quod oblivisci non potestis, insidiatorem iure interfici posse. |
Retour à la liste des locutions latines.

### Infandum, regina, jubes renovare dolorem
Virgile, Eneide, II, 3
| Conticuere omnes intentique ora tenebant inde toro pater Aeneas sic orsus ab alto: Infandum, regina, iubes renouare dolorem, Troianas ut opes et lamentabile regnum eruerint Danai, quaeque ipse miserrima uidi et quorum pars magna fui. quis talia fando Myrmidonum Dolopumue aut duri miles Vlixi temperet a lacrimis? et iam nox umida caelo praecipitat suadentque cadentia sidera somnos. |
Retour à la liste des locutions latines.